# Socjologia klęsk
Socjologia klęsk – jedna z licznych gałęzi socjologii, obejmująca badania nad klęskami analizujące społeczny i psychologiczny wpływ różnego rodzaju klęsk na dotknięte nimi grupy ludzkie. 
Klęski naturalne (wybuchy wulkanów, trzęsienia ziemi, przypływy) zaburzają całkowicie lub częściowo życie społeczeństw, powodując powstanie fal uchodźców, załamanie produkcji i dystrybucji oraz ostra rywalizację o zasoby.
Klęski spowodowane przez człowieka (zwłaszcza wojny) wywołują nie tylko podobne skutki, ale i przyczyny, przy poczuciu, że można było ich uniknąć.
W trakcie badań ustalono, że klęski mają swe typowe fazy, takie jak ostrzeżenie, zagrożenie, uderzenie, ocena sytuacji, akcja ratunkowa, środki zaradcze oraz faza odbudowy. W poszczególnych fazach ujawniają się określone rodzaje zachowań społecznych a na każdą fazę wpływają cechy charakterystyczne faz poprzednich, dlatego też na przykład skala akcji ratunkowych zależy od stopnia identyfikacji z ofiarami.
Zagadnieniem tym zajmowało się wielu wybitnych socjologów, w tym na przykład Robert K. Merton, konstruując swe teorie społeczne.
Typowe stadium omawianych przypadków stanowi praca K.Eriksona Everything in It's Path (1976),będąca opisem dramatu indywidualnego (stan szoku) oraz grupowego (utrata poczucia zbiorowości), które były następstwem powodzi w zachodniej Wirginii i dotknęły społeczności mające wcześniej silne więzi wewnętrzne.